# Microsoft Works
Microsoft Works war ein Office-Paket, das folgende Aufgaben erledigte: Textverarbeitung, Tabellenkalkulation, Datenbankverwaltung und abhängig von der Version: Terminal für Modemverbindungen, Terminplanung und Kontakte. Im Gegensatz zu Microsoft Office verfügten die Einzelkomponenten jedoch nicht über fortgeschrittene Eigenschaften, so dass beispielsweise ein Tabellenkalkulationsdokument nicht mehr als eine Tabelle gleichzeitig enthalten konnte, die Textverarbeitung keine benannten Absatzformatvorlagen beherrschte, eine Datenbank nur eine Tabelle gleichzeitig verwalten konnte.
Mit dem Erscheinen von Office 2010 wurde die Entwicklung von Works eingestellt. Die Produktunterstützung auch für Programmaktualisierungen für Works 9 endete am 9. Oktober 2012 und für Works Plus 2008 am 8. Januar 2013. Erweiterte Unterstützung („Extended Support“) z. B. mit Sicherheitsaktualisierungen wurde nicht betrieben.

## Zielgruppe
Zielgruppe von Microsoft Works waren der Privatanwender zu Hause, Vereine, Organisationen, Studenten und Kleinunternehmer. Mit Microsoft Works wurde der Benutzer mit Hilfe von Assistenten zu dem entsprechenden Dokument geführt. Es deckte u. a. die Kategorien Geschäftsverwaltung, Haushaltverwaltung, Buchhaltung, Arbeitnehmer und Arbeitgeber, Vereine und Organisationen ab.
Aus ökonomischer Sicht versuchte Microsoft das Budget-Segment unterhalb von Microsoft Office abzudecken. Es war besonders im OEM/SB/DSP-Vertrieb gemeinsam mit einem Computer sehr verbreitet, obwohl die Konkurrenz durch andere proprietäre Produkte wie Lotus SmartSuite oder umfangreichere, kostenlose und freie Produkte wie OpenOffice.org sowie webbasierte Online-Office-Angebote wie Google Drive groß war.

## Bestandteile

Microsoft Works v4.5a (Startmenü)

Microsoft Works v8.5 (Startmenü)

| Works- Version | Text- verarbeitung | Tabellen- kalkulation | Daten- bank | Daten- übertragung | Kalender / Termine | Kontakte | E-Mail |
| -------------- | ------------------ | --------------------- | ----------- | ------------------ | ------------------ | -------- | ------ |
| 1.x            | X                  | X                     | X           | X                  | –                  | –        | –      |
| 2.x            | X                  | X                     | X           | X                  | –                  | –        | –      |
| 3.x            | X                  | X                     | X           | X                  | –                  | –        | –      |
| 4.x            | X                  | X                     | X           | X                  | –                  | –        | –      |
| 5.0            | X                  | X                     | X           |                    |                    |          |        |
| 6.0            | X                  | X                     | X           |                    |                    |          |        |
| 7.0            | X                  | X                     | X           | –                  | X                  |          |        |
| 8.x            | X                  | X                     | X           | –                  | X                  | X        | –      |
| 9.0            | X                  | X                     | X           | –                  | X                  | X        | X      |

### Assistenten
Works versuchte mit Hilfe von Assistenten den Anwender bei seiner täglichen Arbeit zu unterstützen. Dies war vor allem für ungeübte Gelegenheitsnutzer von Vorteil, welche mit den vielen Funktionen dieses Office-Paketes überfordert gewesen wären.

### Tabellenkalkulation
Mit Hilfe der Works-Tabellenkalkulation konnten Berechnungen in Tabellen angestellt werden. Vergleichbar war dieses Teilprogramm mit Microsoft Excel. Works unterstützte jedoch nicht alle aus Excel bekannte Funktionen und die Automatisierung mit Hilfe der Visual Basic for Applications fehlt.
Mit Works erstellte Tabellen wurden standardmäßig in einem eigenen Dateiformat mit der Endung *.wks gespeichert. Es konnte aber auch eine Speicherung in anderen Formaten ausgewählt werden (siehe #Unterstützte Dateiformate).

### Textverarbeitung

Microsoft Works v8.5 Textverarbeitung

Mit der Works-Textverarbeitung ließen sich Texte wie Aufsätze, Briefe oder Serienbriefe verfassen. Letztere waren besonders für Vereine und Kleinunternehmer hilfreich.
Das Programm war vergleichbar mit Microsoft Word, jedoch sind einige von Word bekannte Funktionen, wie z. B. bei der Absatzformatierung die Absatzkontrolle, weggelassen worden.
Seit Version 1.0 für DOS ist auch die Rechtschreibprüfung (Spelling Checker), seit Version 2.0 Silbentrennung und Thesaurus integriert. Es war zudem auch möglich, ein zusätzliches Benutzerwörterbuch zu erstellen. Mathematische Formeln und Works-Kalkulationstabellen konnten wie in Word als Embedded-Objekt eingegeben und dargestellt werden. Desgleichen konnten Tabellen, Grafiken, Zeichnungen, Diagramme, ClipArt, WordArt, Note-It und Objekte in das Dokument eingefügt werden. Die Autotext-Funktion (mind. ab v4.5) ermöglichte eine Grußformel, einen besonderen Vermerk oder beliebige andere Informationen zu speichern. Durch einfaches Anklicken einer Schaltfläche wurde diese dann in das Dokument eingefügt. Die Serienbrieffunktion ermöglichte Einfügen von Datenbankfeldern, dadurch wurden je nach Adressaten variable Abschnitte generiert.
Mit Works erstellte Texte wurden standardmäßig in einem eigenen Dateiformat mit der Endung *.wps gespeichert. Es konnte aber auch eine Speicherung in anderen Formaten ausgewählt werden (siehe #Unterstützte Dateiformate).

### Datenbank
Im Programmpaket integriert war schon ab der ersten Version eine Works-Datenbank enthalten, die stetig im Lauf der Jahre weiter aktualisiert wurde. Es ließen sich grundlegende Datenbankoperationen durchführen und Datenbestände jeglicher Art verwalten. In der Works-Textverarbeitung ermöglichen Works-Datenbanken auch die Serienbrieffunktion.
Mit Works erstellte Datenbanken wurden standardmäßig in einem eigenen Dateiformat mit der Endung *.wdb gespeichert. Es konnte aber auch eine Speicherung in anderen Formaten ausgewählt werden (siehe #Unterstützte Dateiformate).

### Datenübertragung
Die DOS- und Windows-Versionen (mindestens bis v4.5a) enthielten die Möglichkeit der Datenverbindung mit anderen Rechnern (Mainframe oder PC) über Wählverbindungen.
Mit Works erstellte Datenübertragungen wurden standardmäßig in einem eigenen Dateiformat mit der Endung *.wcm gespeichert.

## Unterstützte Dateiformate
Works war in der Lage, Dateien diverser Office-Anwendungen zu öffnen, verarbeiten und zu speichern. Somit war ein unkomplizierter Austausch mit anderen Anwendungen möglich.
So konnten z. B. mit der Version 4.5a
folgende Dokumente geöffnet werdenWorks-TV (*.wps), Works-TK (*.wks), Works-DB (*.wdb), Works-KM (*.wcm), Works 3.0 for Macintosh DB (*.db), Works 4.0 for Macintosh DB (*.db), Works 3.0 for Macintosh SS (*.ss), Works 4.0 for Macintosh SS (*.ss), Works 3.0 for Macintosh WP (*.wp), Works 4.0 for Macintosh WP (*.wp),
 Lotus 1-2-3 (*.wk1), Excel-TK (*.xl*), Word for Windows 6.0 (*.doc), Word 6.0/95 für Windows & Macintosh (*.doc), Word 97 (*.doc), Word for MS-DOS 3x-5x (*.doc), Word for MS-DOS 6.0 (*.doc), Word 2.x for Windows (*.doc), WordPerfect 5.x (*.doc), Text (*.txt), dBASE (*.dbf), SYLK (*.slk), RTF (*.rtf), Windows Write (*.wri)
mit der Works-Textverarbeitung gespeichert werden alsWorks 3.0 for Macintosh WP, Works 4.0 for Macintosh WP, Works TV (4.x), Works TV 3.0, Works for Windows 2.0/Works for DOS TV,
Word for MS-DOS 6.0, Word 2.x for Windows, Word for Windows (Generic), WordPerfect 5.0 Secondary File, WordPerfect 5.1 or 5.2 Secondary File, WordPerfect 5.0, WordPerfect 5.1 for MS-DOS, WordPerfect 5.1 for Windows, Text, Text (DOS), RTF, Windows Write 3.0, .
mit der Works-Tabellenkalkulation gespeichert werden alsWorks TK (4.x), Works for Windows TK 3.0, Works for Windows 2.0/Works for DOS TK, Works for Macintosh 3.0 SS, Works for Macintosh 4.0 SS,
Excel-TK, Lotus 1-2-3, Text & Semikolon, Text & Tabulatoren, Text & Tabulatoren (DOS).
mit der Works-Datenbank gespeichert werden alsWorks DB (4.x), Works for Windows DB 3.0, Works for Windows 2.0/Works for DOS DB, Works for Macintosh 3.0 DB, Works for Macintosh 4.0 DB,
dBASE III, dBASE IV, Text & Semikolon, Text & Tabulatoren, Text & Tabulatoren (DOS).

## Erweiterte Works-Editionen
Microsoft Home Essentials und die Microsoft Works Suite waren nahezu identisch zu den jeweiligen Microsoft-Works-Ausgaben. Der Hauptunterschied lag vor allem darin, dass zusätzlich zur Works-Textverarbeitung eine aktuelle Vollversion von Microsoft Word und weitere nützliche Zusatzprogramme für den Privatanwender enthalten waren (siehe unten).
Microsoft Works Plus 2008 enthielt Works 9 mit den Funktionen Textverarbeitung, Tabellenkalkulation, Datenbank, Kalender, E-Mail- und Internet-Werkzeugen. Die beiden wichtigsten Neuerungen waren der PowerPoint Viewer und die Erhöhung der Dokumentensicherheit durch eine „Auto-Save“-Funktion. Darüber hinaus war in Works Plus 2008 zusätzlich Microsoft Word 2003 enthalten. Diese „Word-Works-Kombination“ entsprach zwar der bisherigen Works Suite, allerdings ohne die Programme Encarta, AutoRoute und Foto Suite.
| Jahr | Produkt                      | Works Version | Word Version | Encarta Version | AutoRoute Version   | Foto Suite Picture It!       | Money Version | Weitere                                   |
| ---- | ---------------------------- | ------------- | ------------ | --------------- | ------------------- | ---------------------------- | ------------- | ----------------------------------------- |
| 1996 | Microsoft Home Essentials 97 | 4.0           | 97           | Weltatlas 97    | –                   | –                            | 97            | Microsoft Fußball                         |
| 1997 | Microsoft Home Essentials 98 | 4.5           | 97           | Weltatlas 98    | –                   | –                            | 98            | Entertainment Pack: The Puzzle Collection |
| 1998 | Microsoft Works Suite 99     | 4.5           | 97           | Weltatlas 99    | Express Europa '98  | 99                           | 99 Basic      | –                                         |
| 1998 | Microsoft Works Deluxe 99    | 4.5           | –            | –               | –                   | Graphics Studio Greetings 99 | 99 Basic      | –                                         |
| 1999 | Microsoft Works Suite 2000   | 5.0           | 2000         | Weltatlas 2000  | Express Europa 2000 | 2000                         | 99 Basic      | –                                         |
| 2000 | Microsoft Works Suite 2001   | 6.0           | 2000         | Weltatlas 2001  | 2001                | Foto 2001                    | –             | –                                         |
| 2001 | Microsoft Works Suite 2002   | 6.0           | 2002         | Standard 2002   | 2002                | Foto 2002                    | –             | –                                         |
| 2002 | Microsoft Works Suite 2003   | 7.0           | 2002         | Standard 2003   | 2003                | Foto 7.0                     | –             | –                                         |
| 2003 | Microsoft Works Suite 2004   | 7.0           | 2002         | Standard 2004   | 2004                | Foto Premium 9               | –             | –                                         |
| 2005 | Microsoft Works Suite 2005   | 8.0           | 2002         | Standard 2005   | 2005                | Foto Premium 10              | –             | –                                         |
| 2005 | Microsoft Works Suite 2006   | 8.0           | 2002         | Standard 2006   | Essentials 2006     | Foto 2006 Standard           | –             | –                                         |
| 2007 | Microsoft Works Plus 2008    | 9.0           | 2003         | –               | –                   | –                            | –             | –                                         |

## Versionsgeschichte

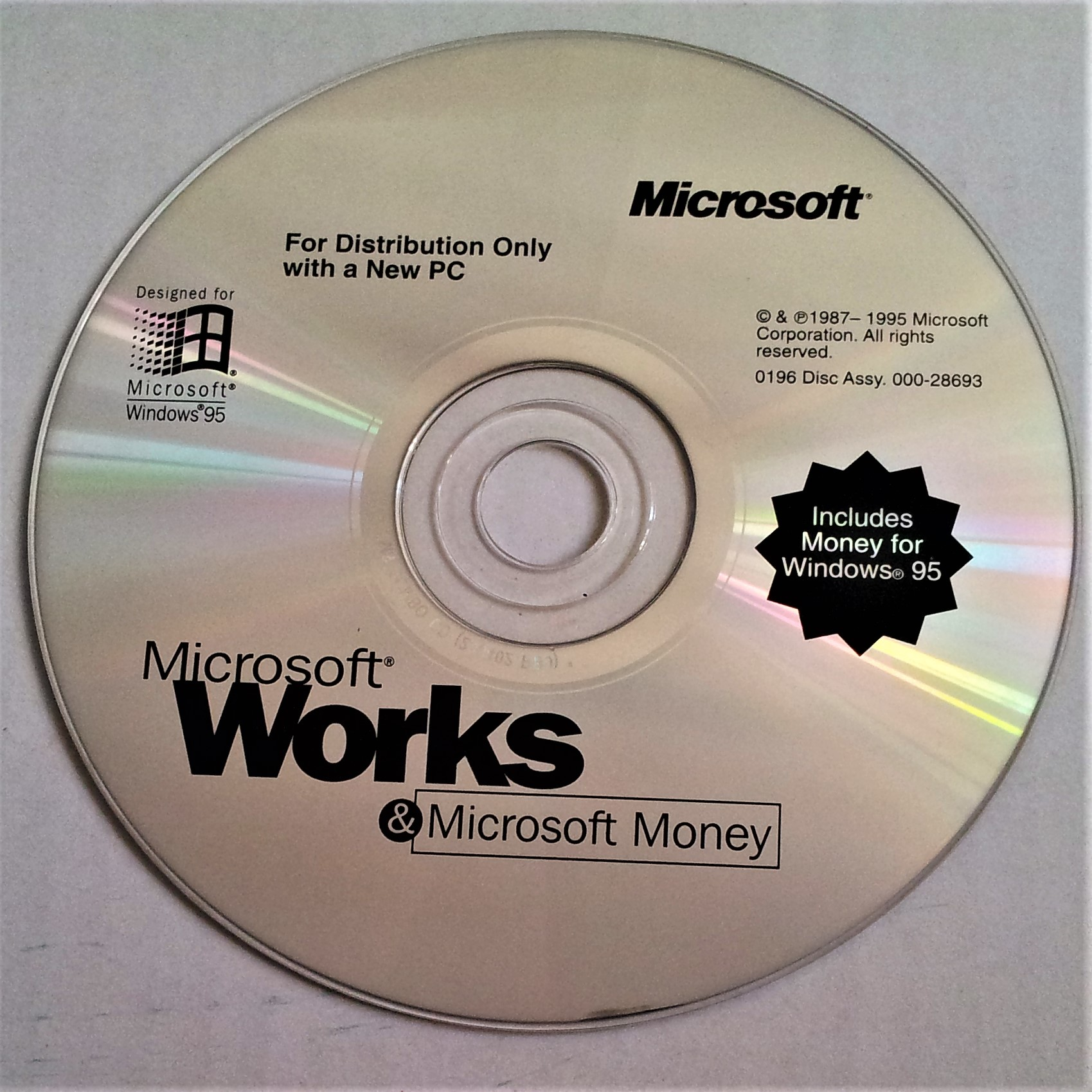
Eine Installation-CD von Microsoft Works 4.0 mit Microsoft Money 95

### Works für MS-DOS
- Microsoft Works 1.00[6], 1.05, 1.12 und 1.5
- Microsoft Works 2.00[7] und 2.0a
- Microsoft Works 3.0[8], 3.0a und 3.0b

### Works für Mac OS
- Microsoft Works 1.0[9]
- Microsoft Works 2.0 und 2.00a[10]
- Microsoft Works 3.0[11] und 3.0a
- Microsoft Works 4.0 und 4.0b

### Works für Microsoft Windows

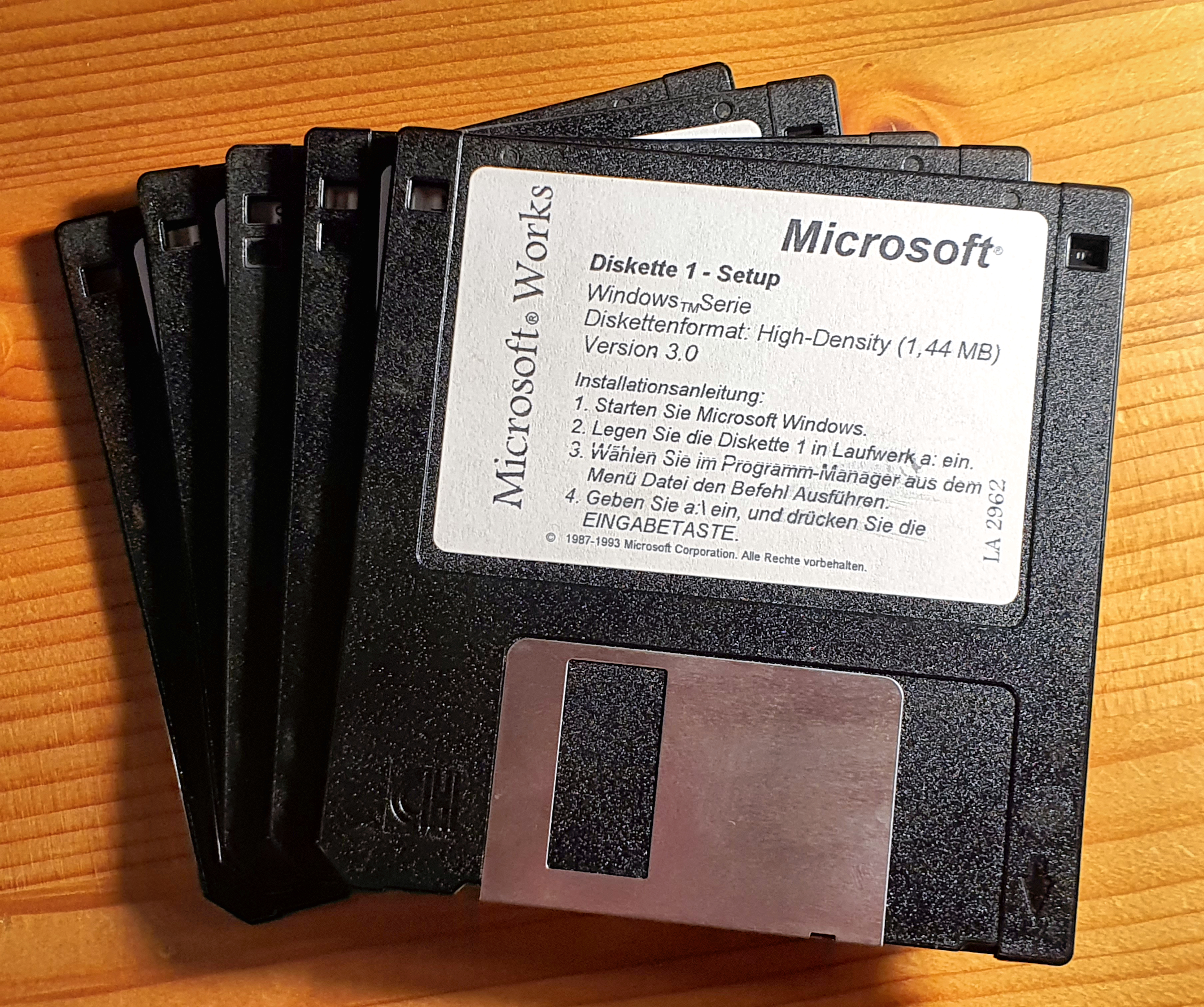
Microsoft Works 3.0
auf fünf HD-Disketten (1,44 MB)

- 1991[12] – Microsoft Works 2.0 und 2.0a[12] – erste 16-Bit-Windows-Version für Windows 3.x
- 1993[13] – Microsoft Works 3.0, 3.0a und 3.0b[13]
- 1995[5] – Microsoft Works 4.0 und 4.0a – erste 32-Bit-Windows-Version für Windows 95 und NT 3.5 / NT 3.51
- 1997[2] – Microsoft Works 4.5
- 1998[2] – Microsoft Works 4.5a[14] – Funktionalität ab dem Jahr 2000 (Vollversion und kostenloses Y2k-Patch für alle Works 4.x)
- 1999[5] – Microsoft Works 2000 (5.0)[15] – jedes Dokument wird erstmals als separate Instanz geöffnet und verwendet das Druckmodul von Internet Explorer 5
- 2000[2] – Microsoft Works 6.0 – Letzte Version für Windows 95 und NT 4.0
- 2002[2] – Microsoft Works 7.0 – Letzte Version für Windows 98 (Original release)
- 2004[2] – Microsoft Works 8.0 – Letzte Version für Windows 98 SE, ME und 2000
- 1993[5] – Microsoft Works 8.5 – vollständigen Kompatibilität mit Windows Vista (Vollversion und kostenloses Update für Works 8.0 und Works Suite 2006)
- 2007[2] – Microsoft Works 9.0 – Letzte Ausgabe von MS Works, nativ kompatibel zu Windows Vista

## Weiterverwenden alter Dokumente
Aktuelle Officeversionen von Microsoft bieten beim Öffnen keine Dateiendung WDB (Works Datenbanken), WKS (Works Tabellen) oder WPS (Works Texte) an. Der von Microsoft zum Download angebotene Konverter unterstützen MS-Works 6 bis 9, aber keine älteren Versionen und diese auch nur als Plugin für MS-Office 2003 und 2007. Wer auf alte Dokumente zugreifen muss, kann diese mit LibreOffice öffnen und dann als XLS, XLSX, DOC oder DOCX-Format in aktuellen Microsoft-Office-Versionen wieder weiterverwenden. Ein Verlust einzelner Formatierungen ist nicht ausgeschlossen und LibreOffice gibt auch einen entsprechenden Hinweis dazu. Auch das Konvertierungsprogramm FileMerlin (vormals WordPort) unterstützt Works in den Versionen 1.0/2.0 (DOS) und 3.x/4.x (Windows).
Die einfachste Möglichkeit ist jedoch, die Dateien vor dem Umstieg auf ein anderes Programm mit MS-Works zu öffnen und dann in einem universellen oder MS-Office-Format zu speichern.

## Nachfolgeprogramme
Microsoft bewarb Office Starter 2010 als Ersatz für Works, vielfach wurde es vorinstalliert mit neuen Rechnern mit Windows Vista und Windows 7 ausgeliefert. Es war für den Endanwender somit kostenlos, jedoch eigentlich nur bei Neukauf eines Computers mit vorinstalliertem Windows und wenn Office Starter 2010 ebenfalls vom Erstausrüster (englisch OEM) vorinstalliert wurde. Findige Nutzer fanden dennoch eine Möglichkeit, das Programm selbst zu installieren, obwohl es von Microsoft nicht als Gratis-Version für Anwender mit vorhandenem Computer gedacht war. Office Starter 2010 besteht aus in ihrem Funktionsumfang eingeschränkten Versionen der Programme Word 2010 und Excel 2010 und nutzt dieselben Dateiformate *.docx und *.xlsx wie die Vollversionen, enthält allerdings Werbeeinblendungen. Es ist kein direkter Nachfolger von Works.